# Jónas Jónasson (Volkskundler)

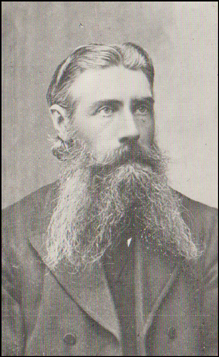
Jónas Jónasson

Jónas Jónasson, auch Jónas Jónasson frá Hrafnagili („Jónas Jónasson aus Hrafnagil“), (* 7. August 1856 in Úlfá in Eyjafjörður; † 4. August 1918) war ein isländischer Volkskundler und Sammler von Volkskunst, Pfarrer, Lehrer und Schriftsteller. Die meiste Zeit seines Lebens verbrachte er in Hrafnagil, das in unmittelbare Nähe von Akureyri liegt. Am bekanntesten ist sein Buch Íslenskir þjóðhættir („Isländische Volksbräuche“), das posthum erst 1934 erschien und die Lebenswirklichkeit und die Bräuche der Menschen im Island des 18. und 19. Jahrhunderts beschreibt. Er sammelte die isländischen magischen Zeichen („Galdrastafir“) und bildete 430 Zeichen mit ausführlichen Beschreibungen in seinen sechs Galdrastafir-Manuskripten ab.
Jónas Jónassons Eltern waren Guðríður Jónasdóttir und Jónas Jónssona. Jónas schloss 1883 sein Theologiestudium in Reykjavík ab und war anschließend 25 Jahre Pfarrer in Grundarþing in Eyjafjörður. Ab 1908 war Jónas als Geschichtslehrer am Gymnasium in Akureyri tätig. Jónas heiratete Þórunn Stefánsdóttir Ottesen. Sie hatten zusammen acht Kinder; jedoch starben vier an Tuberkulose.

## Erzählungen
Bereits während seiner Studienzeit begann Jónas Jónasson mit dem Schreiben und setzte dies während seiner Tätigkeit als Pfarrer fort. Er veröffentlichte Übersetzungen, Essays, Novellen, Kurzgeschichten in verschiedenen isländischen Zeitschriften. Außerdem veröffentlichte er zahlreiche Romane.
„In seinen Erzählungen zeigt uns Jónas oft die Hilflosigkeit der einfachen Leute im Umgang mit den Wohlhabenderen, und die schlechte Stellung der Frauen in der Gesellschaft liegt ihm sehr am Herzen. Doch obwohl der Realismus in den Geschichten vorherrscht, sind viele seiner Stimmungen im Geiste romantischer Autoren gehalten.“

## Veröffentlichungen zu weiteren Themen
Jónas Jónasson veröffentlichte nicht nur Erzählungen, sondern auch Fibeln, ein dänisch-isländisches Wörterbuch (1896) und Literatur über isländische Volkskunde und isländisches Brauchtum. Das von ihm bekannteste Werk ist mit Abstand Íslenskir þjóðhættir („Isländische Volksbräuche“), das erst 1934 viele Jahre nach seinem Tod veröffentlicht wurde. Es ist eine einzigartige Beschreibung des Lebens in Island vor allem im 19. Jahrhundert.

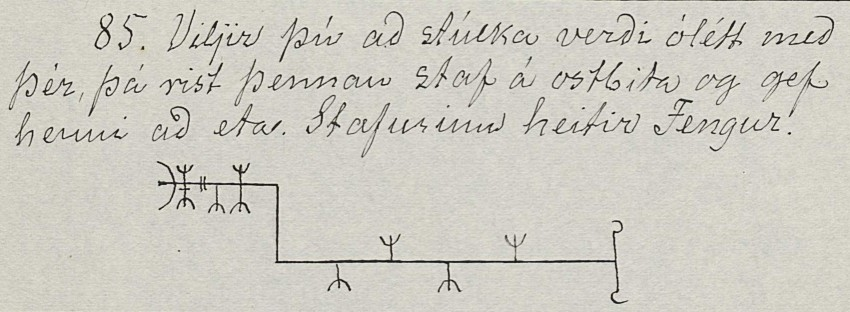
Magisches Zeichen Fengur im Galdrastafir-Manuskript I von Jónas Jónasson

Einmalig ist Jónas Jónassons umfangreiche Sammlung und Dokumentation der isländischen magischen Zeichen, den sogenannten Galdrastafir (isländisch Plural von galdrastafur: „Zauberstäbe“, „Zauberzeichen“). Er verfasste sechs Galdrastafir-Manuskripte und fertigte diese bis etwa 1915 an. Der weitaus überwiegende Teil der in Jónas Jónassons Handschriften abgebildeten und erklärten Galdrastafir ist in anderen isländischen Grimoires wie zum Beispiel dem Huld-Manuskript nicht zu finden.

## Veröffentlichungen (Auswahl)
- Gletní lifsins – 1885
- Randiðr í Hvassafelli – 1892

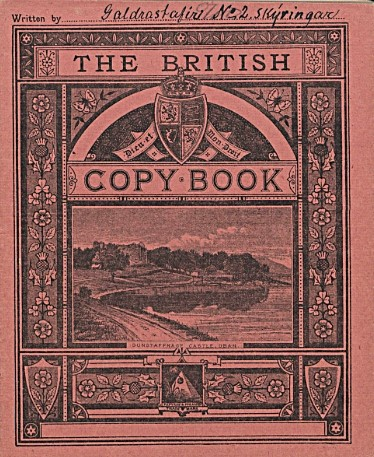
Galdrastafir/Skyringar 2 – Manuskript von etwa 1915

- Ný dönsk orðabók með íslenzkum þýðingum – 1896
- Jón halti – 1913
- Ljós og skuggar. Smásögur eftir Jónas Jónasson frá Hrafnagili – 1915
- Íslenzkir þjóLjós og skuggar. Smásögur eftir Jónas Jónasson frá Hrafnagili, Reykjavík 1915 – 10 Kurzgeschichten
- Galdrastafir, Manuskript von vor 1915
- Galdrastafir 2, Manuskript von etwa 1915
- Galdrastafir 3, Manuskript von etwa 1915
- Galdrastafir 4, Manuskript von etwa 1915
- Galdrastafir/Skýringar, Manuskript, etwa 1915
- Galdrastafir/Skýringar 2, Manuskript, etwa 1915
- Íslenskir þjóðhættir, Reykjavík 1934; Reykjavík 2010, 4. Auflage